# جو لوكهارت
جو لوكهارت (بالإنجليزية: Joe Lockhart) (و. 1959  م) هو أمريكي، ولد في ذا برونكس، هو عضوٌ في الحزب الديمقراطي الأمريكي.
وهو عضو في الحزب الديمقراطي الأمريكي .

## التعليم
تعلم في جامعة جورجتاون.

## مناصب وهيئات
أدار فيس بوك.

## روابط خارجية
- جو لوكهارت على موقع IMDb (الإنجليزية)
- جو لوكهارت على موقع إن إن دي بي (الإنجليزية)